# Grądy
Grądy [pronunciación en polaco: /ˈɡrɔndɨ/] es un pueblo ubicado en el distrito administrativo de Gmina Galewice, dentro del Distrito de Wieruszów, Voivodato de Łódź, en Polonia central. Se encuentra aproximadamente a 6 kilómetros al noroeste de Galewice, a 11 kilómetros al noreste de Wieruszów, y a 98 kilómetros al suroeste de la capital regional Łódź.